# Madleen Kane
Pour les articles homonymes, voir Kane.
Madleen Kane , nom de scène de Madeleine Flerkell (née le 4 mars 1958 à Malmö) est une mannequin et chanteuse de disco suédoise. Elle est connue pour ses succès Rough Diamond (1978) et You can (1981), ce dernier étant le fruit d'une collaboration avec Giorgio Moroder.

## Biographie
Madleen Kane a une enfance aisée. Le père de Madleen, Thoren,  est un artiste suédois et sa mère, Britten, une mannequin américaine. Adolescente, elle chante dans les églises et sa mère l'inscrit dans une agence pour mannequin. Elle remporte en 1973 le concours de beauté organisé par le journal Kvällposten. Elle commence alors à travailler pour l'agence Ford et son père l'encourage également à jouer du piano  et à pratiquer le chant. En 1975 elle s'installe à Paris où elle est remarquée par Jacques Marouani et Jean-Claude Friederich qui s’associent à Thor Baldurson et Jurgen Koppers pour produire le premier album de Madleen Kane, Rough Diamond en 1978. Le 45 tours du même titre lui vaut son premier disque d’or, une troisième place au Billboard dans la catégorie Hot Dance Club Songs. Par ailleurs, Touch my heart et Fever sont souvent joués en discothèque.
En 1979 sort le deuxième album Chéri. Il est mixé par Jim Burgess. Le hit Cheri est écrit par les Français Paul et Lana Sebastian. Le titre Forbidden Love lui permet d’obtenir un deuxième disque d’or et une troisième place dans le Hot Dance Club Songs. Le troisième album Sounds Of Love ne marche pas aussi bien même si le titre Cherchez pas est un tube dans les clubs (neuvième place dans le Hot Dance Club Songs et le seul titre qui sera classé dans le hit parade suédois). L'artiste déclare dans ses mémoires qu'elle est très satisfaite du résultat. Elle change cependant de maison de disques en 1981 et s'installe aux Etats Unis car Jean-Claude Friederich souhaite qu'elle collabore avec Giorgio Moroder pour Chalet Records. Il en résulte l’album Don’t wanna loose you (sorti en France sous le titre You can) qui sera son plus grand succès. Plusieurs titres sont des tubes aux États-Unis : You can (no 1 dans le Hot Dance Club Songs, no 77  dans le  Billboard Hot 100), Playing for Time  (no 10), Fire in my heart, et cela sans aucun passage radio. En tout, elle classera cinq titres dans les dix premières places du Hot Dance Club Songs chart aux États-Unis. (https://www.billboard.com/artist/madleen-kane/)
En France, elle est distribuée à partir de 1981 chez Tréma, qui lui permet d'être présente sur les plateaux TV aux côtés de Michel Sardou.
Elle cesse d'enregistrer pendant un moment mais le producteur Ian Anthony Stephens la persuade de travailler avec lui à Londres  pour TSR en 1985. Cover Girl, son cinquième album, est un succès international et les titres I’m no Angel (n°21 dans le Hot Dance Club Songs) et On fire marchent très bien en discothèque.
Malgré cette réussite, l’interprète décide de mettre un terme à sa carrière pour fonder une famille, elle aura trois enfants. Le public américain a souvent cru qu’elle était française car plusieurs titres de ses chansons sont français. Elle a même enregistré une version disco de C’est si bon.
En 1994, une compilation Twelve inches and more voit le jour.
En 2018, elle publie ses mémoires, Rough Diamond.

## Discographie
- Rough Diamond (1978)
- Cheri (1979)
- Sounds of love (1980)
- Don't wanna lose you (1981)
- Cover girl (1985)
- Twelve inches and more (compilation, 1994)